# Nevada Barr
Nevada Barr, född 1 mars 1952, är en amerikansk författare.

## Biografi
Född i Yerington, Nevada. Uppväxt i Johnstonville, Kalifornien. Utbildad inom teater på University of California, Irvine.

## Författarskap
Idén till romankaraktären Anna Pigeon väcktes när Barr arbetade som parkvakt på Guadalupe Mountains National Park, Texas. Böckerna i serien om Anna Pigeon utspelar sig på olika nationalparker i USA.

### Böckerna om Anna Pigeon
- 1993 Track of the Cat (ISBN 0-399-13824-2) På svenska: Pumaspår, 2015
Guadalupe Mountains National Park
- 1994 A Superior Death (ISBN 0-399-13916-8) På svenska: Djup grav, 2015
Isle Royale National Park
- 1995 Ill Wind (ISBN 0-399-14015-8) På svenska: Ond vind, 2016
Mesa Verde National Park
- 1996 Firestorm (ISBN 0-399-14126-X) På svenska: Eldstorm, 2017
Lassen Volcanic National Park
- 1997 Endangered Species (ISBN 0-399-14246-0)
Cumberland Island National Seashore
- 1998 Blind Descent (ISBN 0-399-14371-8)
Carlsbad Caverns National Park
- 1999 Liberty Falling (ISBN 0-399-14459-5)
Statue of Liberty National Monument
- 2000 Deep South (ISBN 0-399-14586-9)
Natchez Trace Parkway
- 2001 Blood Lure (ISBN 0-399-14702-0)
Glacier National Park
- 2002 Hunting Season (ISBN 0-399-14846-9)
Natchez Trace Parkway
- 2003 Flashback (ISBN 0-399-14975-9)
Dry Tortugas National Park
- 2004 High Country (ISBN 0-399-15144-3)
Yosemite National Park
- 2005 Hard Truth (ISBN 0-399-15241-5) På svenska: Stum rädsla, 2014
Rocky Mountain National Park
- 2008 Winter Study (ISBN  978-0-399-15458-4) På svenska: Vargavinter, 2014
Isle Royale National Park
- 2009 Borderline (ISBN  978-0-399-15569-7)
Big Bend National Park
- 2010 Burn (ISBN 978-0-312-61456-0)
New Orleans Jazz National Historical Park
- 2012 The Rope (ISBN 978-0-312-61457-7)
Glen Canyon National Recreation Area
- 2014 Destroyer Angel (ISBN  978-0-312-61458-4)
Superior National Forest